# Cyrtodactylus biordinis
Cyrtodactylus biordinis es una especie de gecos de la familia Gekkonidae.

## Distribución geográfica
Es endémica de la isla de Guadalcanal (Islas Salomón).